# جيك لوري
جيك لوري (بالإنجليزية: Jake Lowery)‏ هو لاعب كرة قاعدة أمريكي، ولد في 21 يوليو 1990 في ميدلوثيان فرجينيا ‏ في الولايات المتحدة.

## وصلات خارجية
- جيك لوري على موقعبيزبول رفرنس.كوم (الدوري الثانوي) (الإنجليزية)